# Alfred Urbański
Alfred Urbański (13. ledna 1899 Vilnius – 10. září 1983 Londýn) byl polský politik, premiér polské exilové vlády v letech 1972–1976. Byl reprezentantem Polské socialistické strany.
Narodil se ve šlechtické rodině na území dnešní Litvy. Vystudoval Fakultu práva a sociálních věd na Univerzitě Stefana Batoryho ve Vilniusu. Poté pracoval jako advokát. Po invazi Sovětů do Polska se stejně jako mnoho dalších Poláků z východního pohraničí ocitl hluboko na území Sovětském svazu, v nelehké situaci příslušníka nepřátelského národa. Po napadení Sovětské svazu Němci a vyhlášení amnestie pro Poláky, dorazil do Kujbyševa, aby se připojil k formované Polské armádě na východě. Přestože bojoval na východní frontě, rozhodl se po válce pro exil na Západě. V letech 1969–1972 byl členem Rady tří (orgánu, který se považoval za kolektivní hlavu státu a byl v opozici vůči exilovému prezidentu Augustu Zaleskému, který odmítl přijmout sedmileté omezení svého mandátu). V letech 1972–1976 působil jako předseda polské exilové vlády. Svůj kabinet sestavil 18. července 1972, demisi podal 15. prosince 1973.